# 韃靼無神論者聯盟

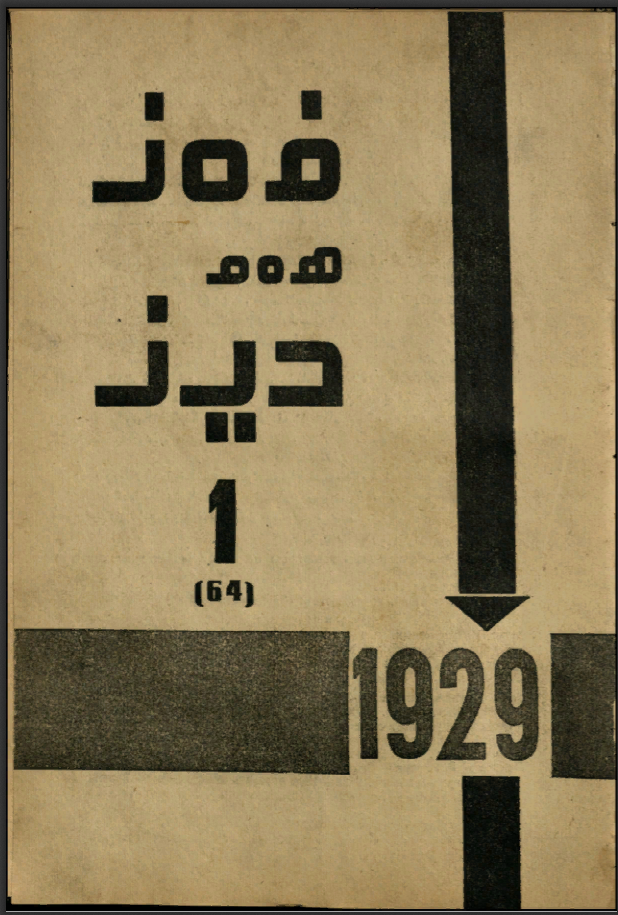
韃靼語反宗教雜誌的封面: فەن هەم دین - Fәn-Һәm-Din. 1929, No. 1

韃靼無神論者聯盟（俄语：Союз воинствующих безбожников Татарии）是蘇聯大清洗期間，在穆斯林共和國中的一個組織。自1928年至1937年，布爾汗·曼蘇羅夫擔任該組織的主席。今日稱為韃靼斯坦的地區曾在蘇聯體制內提出要求擴大韃靼人的自治權，這一訴求與主張聯邦體制、以約瑟夫·史達林為首的勢力發生衝突。1928年，韃靼無神論者聯盟的領導人被逮捕，遭到開除布爾什維克黨籍，其中一些人被判處死刑。